# Peter Heinig
Peter Heinig (* 19. November 1924 in Neustettin; † 19. Juni 1994) war ein deutscher Künstler.
Heinig war Professor der Universität Köln (1987–1990) und der Universität Bonn (1972–1986).
Zuletzt lebte er mit seiner Familie in Laboe an der Kieler Förde. Er starb infolge eines Unfalls beim Segeln auf der Schlei.
Er war Mitglied der Künstlergruppe Bonn und des Bundes Bildender Künstler (BBK) in Bonn und Kiel.

## Ausstellungen
- 1973: Turmgalerie Bonn
- 1980/84/90: Gärtnerhaus Bonn
- 1987: Haus an der Redoute Bonn
- 1989: Forum Leverkusen
- 1990: Galerie Hansen Bonn
- 1990/91: Galerien in Holm, Kiel, Laboe, Lütjenburg, Lensahn, Möltenort, Schönberg, Hamburg

## Ausstellungsbeteiligung
Bad Honnef, Bielefeld, Bonn, Husum, Kiel, Köln, Neumünster, Bilbao, New York

## Publikationen
- 1968 Kunstunterricht, Bad Heilbrunn / Obb.
- 1973 Spielobjekte im Kunstunterricht, Ravensburg
- 1982 Repetitorium der Fachdidaktik Kunst, Bad Heilbrunn Obb.

| Personendaten    | Personendaten      |
| ---------------- | ------------------ |
| NAME             | Heinig, Peter      |
| KURZBESCHREIBUNG | deutscher Künstler |
| GEBURTSDATUM     | 19. November 1924  |
| GEBURTSORT       | Neustettin         |
| STERBEDATUM      | 19. Juni 1994      |